# ハインリヒ・バルト

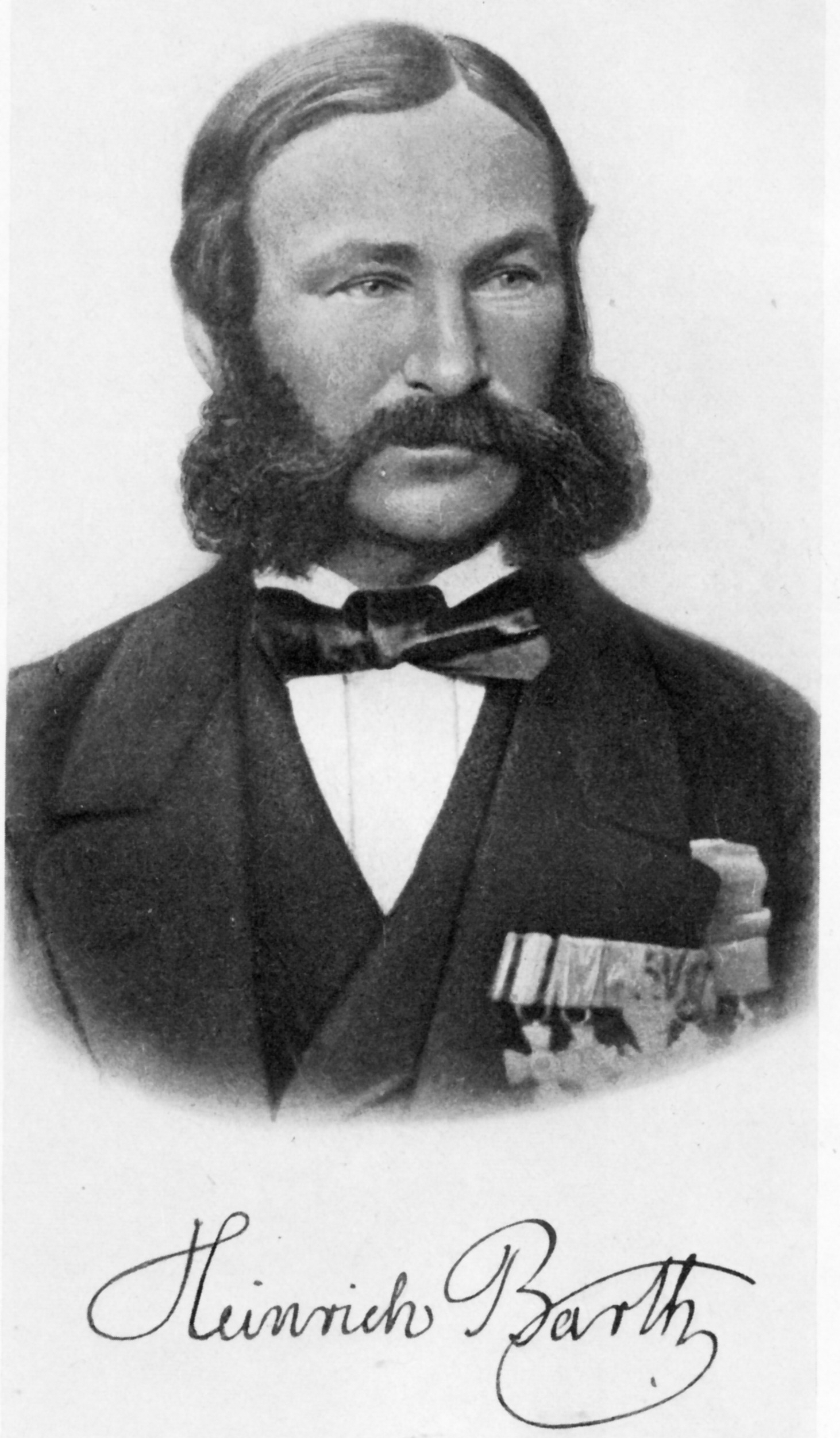
ハインリヒ・バルト

ハインリヒ・バルト（Heinrich Barth, 1821年2月16日 – 1865年11月25日）は、ドイツ人のアフリカ冒険者、学者。
バルトは、入念に学術的な準備を行い、アラビア語を習得して現地へ赴き、アフリカの諸言語を学んだ。また、訪れた先々の文化を詳細に注意深く記録に残した。そのため、最も偉大なヨーロッパ人のアフリカ探検家の一人であると考えられている。また、各民族のオーラルヒストリーを用いることを理解した最初の人の一人であり、オーラルヒストリーを数多く収集した。バルトは1850年から1855年にかけて行った5年間のアフリカ旅行の中で、アフリカの支配者や知識人との間に信頼関係を築いた。バルトの旅に同伴した二人のヨーロッパ人が亡くなってからは、バルトはアフリカ人の助けを借りて旅を完遂した。そして、彼のアフリカ旅行を詳細に綴った五巻本の旅行記を英語とドイツ語で執筆・出版した。これは同時代の学者にとって非常に価値のあるものだったが、現在の研究者にとっても評価ができないほど貴重なものであり続けている。

## 前半生と教育
ハインリヒ・バルトは、1821年2月16日にハンブルクで生まれた。彼は、ヨハン・クリストフ・ハインリヒ・バルトとその妻シャルロッテ・カロリーネ（旧姓ザドウ）の間に生まれた三番目の子供であった。父ヨハンは比較的貧しい階層の出であったが、成功した貿易の仕事を築き上げていた。両親とも正統的なルーテル教会信者で、子どもたちには自分たちが信じる倫理と自己修養に関する厳格な考え方をますます強く信じてもらいたいと期待していた。バルトは11歳からヨハネウム学院というハンブルクにある名門中等教育学校に入学した。勉強熱心ではあったが級友からあまり人気がなかった。また、語学に秀で、いくらかアラビア語を独学した。バルトは1839年に18歳で学校を卒業し、すぐにベルリン大学に入学、地理学者のカール・リッター、古典学者のアウグスト・ベック、歴史学者のヤーコプ・グリムらの講座に出席した。1学年目が終わった時にバルトは学業を中断してイタリアへ行き、ヴェネチア、フィレンツェ、ローマ、ナポリ、シチリアを旅してまわった。ドイツへ戻ったのは1841年5月の中旬であった。翌年の休暇にはラインラントとスイスを訪れた。1844年7月に、バルトは古代コリントスの貿易関係に関する博士論文を提出した。

## 北アフリカ・近東への旅
バルトは、北アフリカと中東への大旅行を計画し、父親に出資の承諾を取り付けた。1845年1月の終わりに両親を家に残して、まずはロンドンへ行き、そこで2ヶ月かけてアラビア語を習った。また、大英博物館を訪れたり、大英帝国領事の保護を旅の間に受けられる保証を取り付けたりした。ロンドンにいる間、駐英プロイセン大使、クリスティアン・フォン・ブンゼンにも面会した。大使はのちにバルトの中央アフリカの旅において重要な役割を演じることとなる。バルトはロンドンを発つとフランスとスペインを横断して、8月7日、ジブラルタルからタンジールへ向かうフェリーに乗った。このときはじめてアフリカの地を踏んだ。タンジールから陸路で北アフリカを横断し、エジプトに到着すると、ナイル川をさかのぼってワジハルファへ向かった。そこから砂漠を超えて紅海に面したベレニース港（ベレニケ・トログロディティカ）へ行った。エジプトでは強盗に襲われ、負傷したが、その後彼はシナイ半島を横断して、パレスチナ、シリア、小アジア、トルコ、ギリシャを渡り歩き、古代の遺物が調査されているところならどこへでも行った。バルトが両親の待つハンブルクの家へ戻ったのは1847年12月27日のことで、旅に出てからおよそ3年がたっていた。しばらくの間、バルトはハンブルクで私講師の職に就く一方で、旅で経験したことを本にまとめた。『地中海沿岸諸国漫遊記』（ 原題：Wanderungen durch die Küstenländer des Mittelmeeres ）と題した彼の本の第一巻は、1849年に出版された。二巻目の出版も企図されていたが、出版はされなかった。

## 1850年から1855年のアフリカ旅行

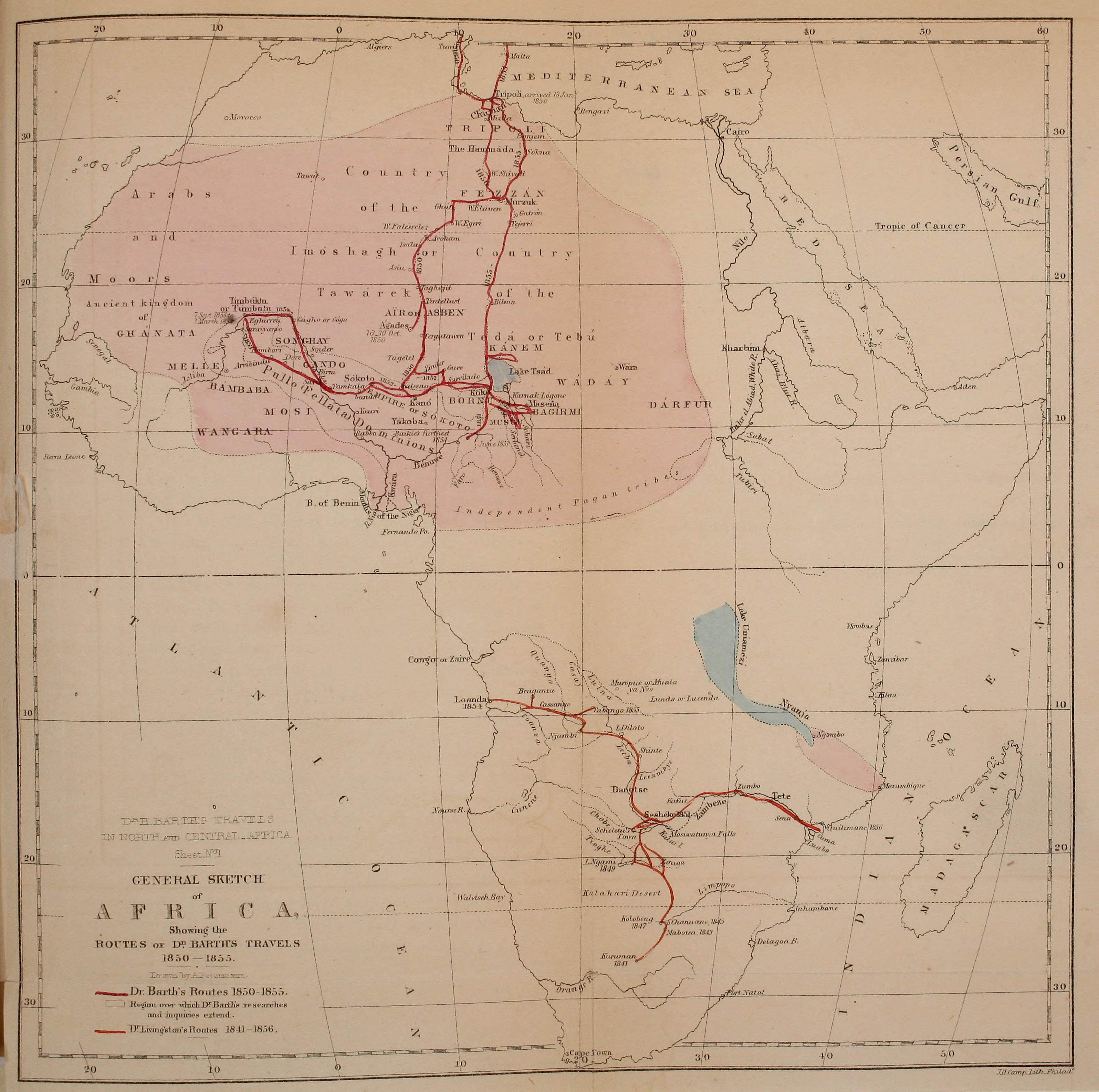
1850年から1855年にかけて、バルトがアフリカを旅した旅の軌跡

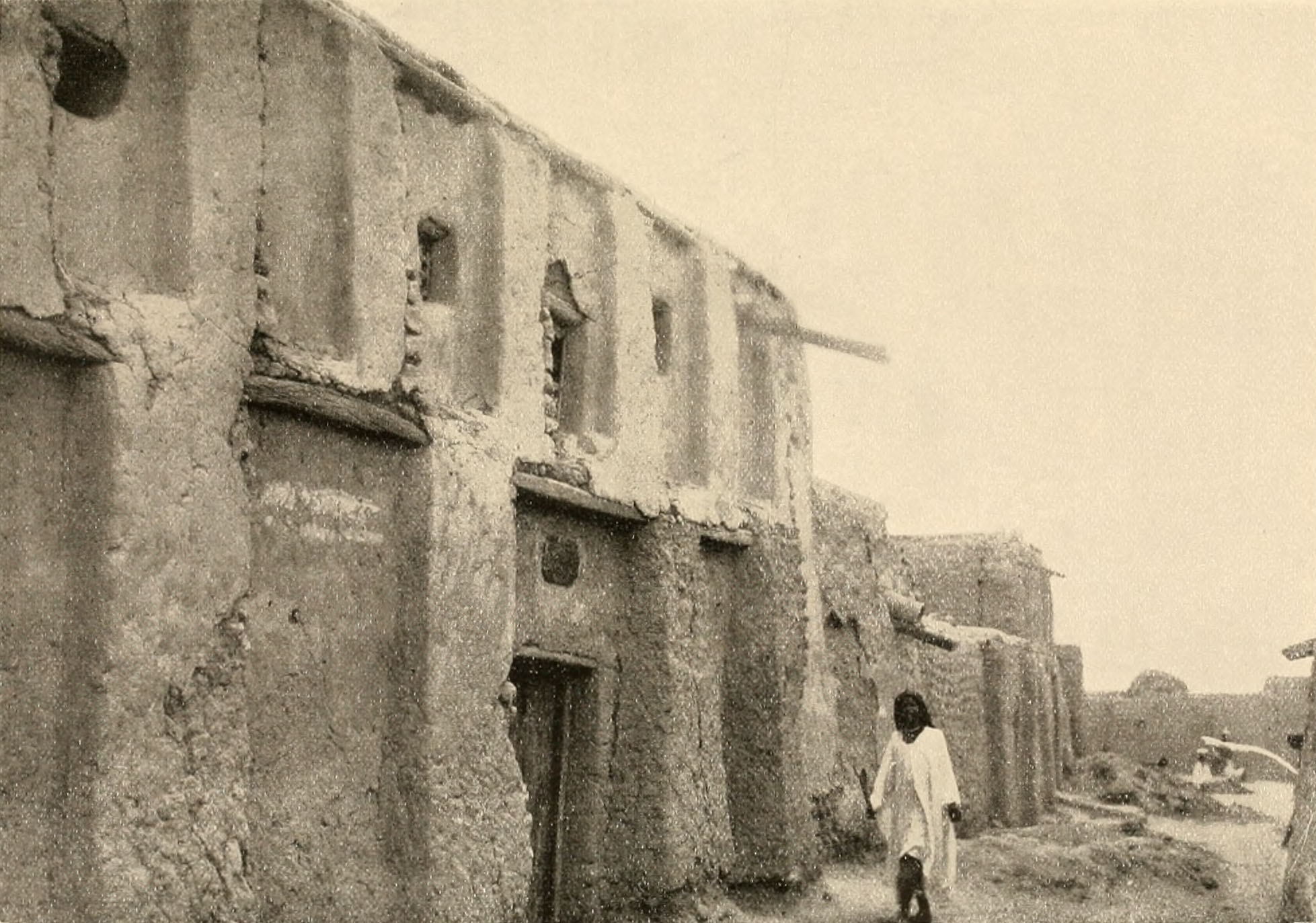
トンブクトゥのハインリヒ・バルトの家（1908年より前に崩壊した）

プロイセンからロンドン、ウェストミンスターに派遣された大使であるクリスティアン・ブンゼンは、ハインリヒ・バルトや同国の天文学者、アドルフ・オフェルヴェッヘなどの学者らが、サハラ砂漠の探検家、ジェイムズ・リチャードソンの冒険に加わることを奨励した。リチャードソンは、中央及び西スーダーンの諸邦と交易を開始するよう、英国政府から選ばれていた（スーダーンとは、サヘル地域に広がる黒人国を指す当時の地理的概念）。一行は1849年末ごろにマルセイユを発ち、1850年初めごろにトリポリからスーダーンに向けてサハラ砂漠縦断を開始した。しかしながらこの冒険は多大な困難を伴うものだった。
原因不明の病気でリチャードソンが1851年3月に亡くなり、オフェルヴェッヘも1852年9月に亡くなったため、残されたバルトは科学的な任務を単独で続けた。1851年にハウサ諸国の一つ、アダマワを訪れ、1855年9月にトリポリに帰着した。彼が旅した範囲は、北はトリポリから南はナイジェリアのアダマワまで、緯度にして24度を超え、東はチャド湖とバギルミ王国から西はトンブクトゥまで、経度にして20度を超える。総距離は 19,000 km に及んだ。バルトは、彼が訪れた国々の地形、歴史、文化、言語、資源を詳細に研究した。彼のアフリカ探検家、アフリカ史研究家としての成功は、彼の忍耐強い性格と学識に基づくものであった。
バルトは、アフリカの諸民族の歴史や文化に興味があった。商業的利用の可能性は二の次だった。彼の日記は、書面化の度合いに問題があって、19世紀のスーダーン・アフリカの研究の史料としては価値がないものとなってしまった。各地方に伝わる口承伝統に関心を払ったヨーロッパ人はバルトがはじめてではないが、バルトは歴史研究にそれを用いること及びその方法論について真剣に考えた最初の人物の一人であった。バルト以前に西アフリカ内陸部にやってきた探検家としては、たとえば、ルネ・カイエやディクソン・デンハム、ヒュー・クラッパートンといった人々がいたが、彼らはいずれも学問的な知識は持ち合わせておらず、バルトは当地を訪れて研究した正真正銘はじめての学者である。
バルトはアラビア語やいくつかのアフリカの言葉（フラニ語、ハウサ語、カヌリ語）を流暢に話した。各地の歴史を調査する能力もあり、特にソンガイ王国の歴史を明らかにした。また、ボルヌ王国のシャイフ・ウマル・ブン・ムハンマド・カーネミーや、トンブクトゥのクンタ氏族のシャイフ・スィーディー・アフマド・バッカイなど、多くの現地の学者や支配者と近しい関係を作り上げた。ハウサランドのカツィナ、ソコトでも友人を作った。トンブクトゥでバルトは、仲良くなったアフマド・バッカイのおかげで、自分の家を持ってそこに滞在することができ、身に危険を及ぼそうとする者たちからクンタ氏族の庇護を受けることができた。

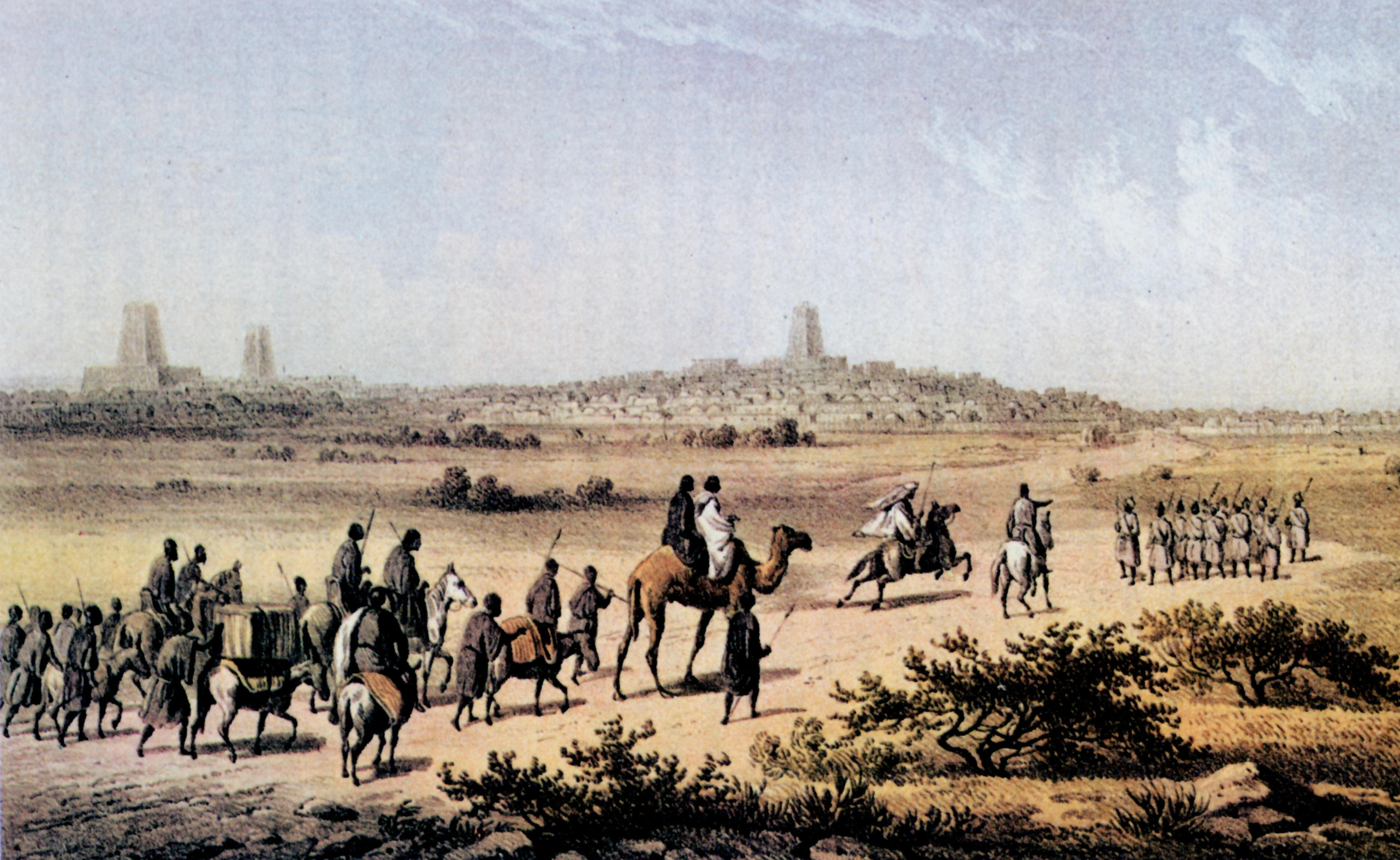
「トンブクトゥに近づくハインリヒ・バルト、1853年9月7日」ヨハン・マルティン・ベルナッツ

ロンドンに帰還するとバルトは、旅の詳細をつづった旅行記『北部及び中部アフリカにおける旅と発見』五巻本、3500ページ余りを書き、英語版とドイツ語版とを同時に出版した（原題: Reisen und Entdeckungen in Nord- und Centralafrika (Travels and Discoveries in North and Central Africa; 1857–1858) ）。同書にはバルト自身が描いたスケッチに基づいてヨハン・マルティン・ベルナッツが制作した彩色図版が含まれている。同書は同種の旅行記の中でも最も質の良いものであると考えられた。チャールズ・ダーウィンの著書にも引用されたことがある。また、21世紀現代のアフリカ史研究者に、今でも利用されており、アフリカの文化に関する科学的分析にとって重要な資料であり続けている。

## 後半生
バルトはイギリスからドイツへ戻り、そこで中部アフリカの語彙集を作成し始めた(Gotha, 1862–1866)。1858年にはもう一度小アジアへ行くことを計画し、1862年にオスマン朝のヨーロッパ大陸側の領邦を訪れた。バルトはこれらの旅行についても旅行記を書き、1864年にベルリンで出版した。
出版の翌年、彼はベルリン大学で地理学の教授の称号を贈られた（ただし、籍はなく年金の類もない）。しかし、プロイセン科学アカデミーは彼の会員申し込みを拒絶した。史学史と言語学に何も業績を残していないというのがその理由だった。アカデミーはバルトの業績を十分には理解していなかった。かなり時間が経ってからバルトの申し込みは裁可された。
バルトは1865年11月25日、ベルリンで亡くなった。44歳だった。墓所はハーレシェス・トーアの南、クロイツベルクにあるプロテスタント墓地、エルサレム教会と新教会の第3合同墓地（ Friedhof III der Jerusalems- und Neuen Kirchengemeinde ）にある。

## 栄典
- 1856年、王立地理学会より金メダル（アフリカ探検に対して）[22]
- 1862年、イギリス政府よりバス勲章[23]

## 主要著書一覧
完全な著書一覧は Wilhelm Koner (1866) を参照されたい
- Barth, Henricus (1844) (Latin). Corinthiorum commercii et mercaturae historiae particula (Doctoral Dissertation). Berlin: Typis Unger
- Barth, Heinrich (1849) (German). Wanderungen durch die Küstenländer des Mittelmeeres: ausgeführt in den Jahren 1845, 1846 und 1847, Volume 1 [Walks through the coastal states of the Mediterranean: executed in the years 1845, 1846 and 1847]. Berlin: Hertz Only the first volume was published.
- Barth, Heinrich (1857–1858) (German). Reisen und Entdeckungen in Nord- und Central-afrika in den Jahren 1849 bis 1855 (5 volumes). Gotha: J. Perthes Volume 1, Volume 2, Volume 3, Volume 4, Volume 5
- Barth, Henry (1857–1858). Travels and Discoveries in North and Central Africa: being a Journal of an Expedition undertaken under the Auspices of H.B.M.’s Government, in the Years 1849–1855 ... 5 volumes. London:  Longman, Brown, Green, Longmans and Roberts. Google books: Volume 1 (1857), Volume 2 (1857), Volume 3 (1857), Volume 4 (1858), Volume 5 (1858). US-edition with less pictures. 3 volumes. New York: Harper & Brothers, 1857. Google books: Volume 1 (1857), Volume 2 (1857),Volume 3 (1859).
- Barth, H. (1860). Dr. H. Barth's reise von Trapezunt durch die nördliche hälfte Klein-Asiens nach Scutari im herbst 1858. Gotha: J. Perthes
- Barth, H. (1860). “A general historical description of the state of human society in Northern Central Africa”. Journal of the Royal Geographical Society of London 30:  112–128. JSTOR 1798293.
- Barth, Heinrich (1862–1866) (German, English). Sammlung und bearbeitung central-afrikanischer vokabularien; Collection of vocabularies of Central-African languages (3 Volumes). Gotha: Justas Perthes Volume 1, Volume 2, Volume 3
- Barth, Heinrich (1864) (German). Reise durch das Innere der Europäischen Türkei von Rustchuk über Philippopel, Rilo (Monastir), Bitolia und den Thessalischen Olym nach Saloniki. Berlin: Dietrich Reimer